# Grande Prêmio da Alemanha de 2009
Resultados do Grande Prêmio da Alemanha de Fórmula 1 realizado em Nürburgring em 12 de julho de 2009. Nona etapa do campeonato, foi vencido pelo australiano Mark Webber, que subiu ao pódio junto a Sebastian Vettel numa dobradinha da Red Bull-Renault, com Felipe Massa em terceiro pela Ferrari.

## Resumo
- O circuito de Nürburgring não sediava o Grande Prêmio da Alemanha desde 1985,[3] embora tenha sediado doze edições do Grande Prêmio da Europa até então, a última das quais em 2007.[4]
- Único pódio de Felipe Massa e última corrida dele em 2009, pois no treino classificatório para o Grande Prêmio da Hungria ele sofreu um grave acidente que o impossibilitou de retornar às pistas.[5][6]
- Primeira pole e primeira vitória de Mark Webber, tornando-se o piloto que demorou 130 corridas para vencer na Fórmula 1, um recorde.[7]
- Foi também o primeiro triunfo de um piloto da Austrália desde Alan Jones no Grande Prêmio de Las Vegas de 1981, corrida onde Nelson Piquet sagrou-se campeão mundial.[8]

## Classificação da prova
Carros com KERS estão marcados com "‡"

### Treinos classificatórios
| Pos.   | Nº | Piloto               | Equipe               | Q1       | Q2       | Q3       | Grid | Notas      |
| ------ | -- | -------------------- | -------------------- | -------- | -------- | -------- | ---- | ---------- |
| 1      | 14 | Mark Webber          | Red Bull-Renault     | 1:31.257 | 1:38.038 | 1:32.230 | 1    |            |
| 2      | 23 | Rubens Barrichello   | Brawn-Mercedes       | 1:31.482 | 1:34.455 | 1:32.357 | 2    |            |
| 3      | 22 | Jenson Button        | Brawn-Mercedes       | 1:31.568 | 1:39.032 | 1:32.473 | 3    |            |
| 4      | 15 | Sebastian Vettel     | Red Bull-Renault     | 1:31.430 | 1:39.504 | 1:32.480 | 4    |            |
| 5      | 1‡ | Lewis Hamilton       | McLaren-Mercedes     | 1:31.473 | 1:39.149 | 1:32.616 | 5    |            |
| 6      | 2‡ | Heikki Kovalainen    | McLaren-Mercedes     | 1:31.881 | 1:40.826 | 1:33.859 | 6    |            |
| 7      | 20 | Adrian Sutil         | Force India-Mercedes | 1:32.015 | 1:36.740 | 1:34.316 | 7    |            |
| 8      | 3‡ | Felipe Massa         | Ferrari              | 1:31.600 | 1:41.708 | 1:34.574 | 8    |            |
| 9      | 4‡ | Kimi Räikkönen       | Ferrari              | 1:31.869 | 1:41.730 | 1:34.710 | 9    |            |
| 10     | 8  | Nelson Piquet Jr.    | Renault              | 1:32.128 | 1:35.737 | 1:34.803 | 10   |            |
| 11     | 6  | Nick Heidfeld        | BMW Sauber           | 1:31.771 | 1:42.310 |          | 11   |            |
| 12     | 7  | Fernando Alonso      | Renault              | 1:31.302 | 1:42.318 |          | 12   |            |
| 13     | 17 | Kazuki Nakajima      | Williams-Toyota      | 1:31.884 | 1:42.500 |          | 13   |            |
| 14     | 9  | Jarno Trulli         | Toyota               | 1:31.760 | 1:42.771 |          | 14   |            |
| 15     | 16 | Nico Rosberg         | Williams-Toyota      | 1:31.598 | 1:42.859 |          | 15   |            |
| 16     | 5  | Robert Kubica        | BMW Sauber           | 1:32.190 |          |          | 16   |            |
| 17     | 12 | Sébastien Buemi      | Toro Rosso-Ferrari   | 1:32.251 |          |          | 17   |            |
| 18     | 21 | Giancarlo Fisichella | Force India-Mercedes | 1:32.402 |          |          | 18   |            |
| 19     | 10 | Timo Glock           | Toyota               | 1:32.423 |          |          | 20   | [ nota 2 ] |
| 20     | 11 | Sébastien Bourdais   | Toro Rosso-Ferrari   | 1:33.559 |          |          | 19   |            |
| Fonte: |    |                      |                      |          |          |          |      |            |

### Corrida
| Pos.   | Nº | Piloto               | Construtor           | Voltas | Tempo/Diferença | Grid | Pontos |
| ------ | -- | -------------------- | -------------------- | ------ | --------------- | ---- | ------ |
| 1      | 14 | Mark Webber          | Red Bull-Renault     | 60     | 1:36:43.310     | 1    | 10     |
| 2      | 15 | Sebastian Vettel     | Red Bull-Renault     | 60     | + 9.252         | 4    | 8      |
| 3      | 3‡ | Felipe Massa         | Ferrari              | 60     | + 15.906        | 8    | 6      |
| 4      | 16 | Nico Rosberg         | Williams-Toyota      | 60     | + 21.099        | 15   | 5      |
| 5      | 22 | Jenson Button        | Brawn-Mercedes       | 60     | + 23.609        | 3    | 4      |
| 6      | 23 | Rubens Barrichello   | Brawn-Mercedes       | 60     | + 24.468        | 2    | 3      |
| 7      | 7  | Fernando Alonso      | Renault              | 60     | + 24.888        | 12   | 2      |
| 8      | 2  | Heikki Kovalainen    | McLaren-Mercedes     | 60     | + 58.692        | 6    | 1      |
| 9      | 10 | Timo Glock           | Toyota               | 60     | + 1:01.457      | 20   |        |
| 10     | 6  | Nick Heidfeld        | BMW Sauber           | 60     | + 1:01.925      | 11   |        |
| 11     | 21 | Giancarlo Fisichella | Force India-Mercedes | 60     | + 1:02.327      | 18   |        |
| 12     | 17 | Kazuki Nakajima      | Williams-Toyota      | 60     | + 1:02.876      | 13   |        |
| 13     | 8  | Nelson Piquet Jr.    | Renault              | 60     | + 1:08.328      | 10   |        |
| 14     | 5  | Robert Kubica        | BMW Sauber           | 60     | + 1:09.555      | 16   |        |
| 15     | 20 | Adrian Sutil         | Force India-Mercedes | 60     | + 1:11.941      | 7    |        |
| 16     | 12 | Sébastien Buemi      | Toro Rosso-Ferrari   | 60     | + 1:30.225      | 17   |        |
| 17     | 9  | Jarno Trulli         | Toyota               | 60     | + 1:30.970      | 14   |        |
| 18     | 1  | Lewis Hamilton       | McLaren-Mercedes     | 59     | + 1 volta       | 5    |        |
| Ret    | 4‡ | Kimi Räikkönen       | Ferrari              | 34     | Radiador        | 9    |        |
| Ret    | 11 | Sébastien Bourdais   | Toro Rosso-Ferrari   | 18     | Pane hidráulica | 19   |        |
| Fonte: |    |                      |                      |        |                 |      |        |

## Tabela do campeonato após a corrida
| Pos.   | Piloto             | Pontos |
| ------ | ------------------ | ------ |
| 1      | Jenson Button      | 68     |
| 2      | Sebastian Vettel   | 47     |
| 3      | Mark Webber        | 45,5   |
| 4      | Rubens Barrichello | 44     |
| 5      | Felipe Massa       | 22     |
| Fonte: |                    |        |

| Pos.   | Construtor       | Pontos |
| ------ | ---------------- | ------ |
| 1      | Brawn-Mercedes   | 112    |
| 2      | Red Bull-Renault | 92,5   |
| 3      | Toyota           | 34,5   |
| 4      | Ferrari          | 32     |
| 5      | Williams-Toyota  | 20,5   |
| Fonte: |                  |        |

- Nota: Somente as primeiras cinco posições estão listadas.